# Staryj Dwor (obwód wołogodzki)
Staryj Dwor (ros. Старый Двор) – wieś w Rosji, w rejonie tarnoskim obwodu wołogodzkiego. W 2010 r. liczyła 68 mieszkańców.